# Судак, Светлана Фёдоровна
Светлана Фёдоровна Судак-Торун (бел. Святлана Фёдараўна Судак-Торун; род. 17 ноября 1971, Гродно) — белорусская и турецкая легкоатлетка, специалистка по метанию молота. Выступала за сборные Белоруссии и Турции по лёгкой атлетике в 1990-х и 2000-х годах, многократная победительница и призёрка первенств национального значения, участница трёх летних Олимпийских игр. Мастер спорта Республики Беларусь международного класса.

## Биография
Светлана Судак родилась 20 марта 1971 года в городе Гродно Белорусской ССР.
Окончила Гродненское училище олимпийского резерва (1993) и факультет физической культуры Гродненского государственного университета (1999).
В 1990-е годы доминировала среди белорусских метательниц молота, неизменно выигрывая все национальные первенства (лишь на чемпионате Белоруссии 1996 года уступила Людмиле Губкиной).
В 1993 году выиграла серебряную медаль на открытом зимнем чемпионате России по длинным метаниям в Краснодаре.
В 1994 году на соревнованиях в Минске показала лучший результат мирового сезона — 67,34 метра.
В 1997 году получила серебро на открытом зимнем чемпионате России по длинным метаниям в Адлере. Будучи студенткой, представляла Белоруссию на Универсиаде в Сицилии, где с результатом 61,70 метра стала в финале пятой.
На чемпионате Европы 1998 года в Будапеште заняла в метании молота девятое место (60,14).
В 1999 году была девятой на чемпионате мира в Севилье (63,99).
Благодаря череде удачных выступлений удостоилась права защищать честь страны на летних Олимпийских играх 2000 года в Сиднее — в программе метания молота благополучно преодолела предварительный квалификационный этап, тогда как в финале с результатом 64,21 метра закрыла десятку сильнейших.
В 2003 году отметилась выступлением на чемпионате мира в Париже (65,29).
Находясь в числе лидеров белорусской легкоатлетической команды, прошла отбор на Олимпийские игры 2004 года в Афинах. На сей раз метнула копьё на 64,42 метра и в финал не вышла.
В 2007 году приняла турецкое гражданство и начиная с этого времени представляла национальную сборную Турции, в частности в этом сезоне выступила на чемпионате мира в Осаке (65,65).
В июле 2008 года на соревнованиях в Минске установила свой личный рекорд в метании молота — 70,74 метра. Выступала за Турцию на Олимпийские играх в Пекине — здесь показала результат 68,22 метра, которого оказалось недостаточно для попадания в финал.
После пекинской Олимпиады Судак-Торун осталась действующей спортсменкой на ещё один олимпийский цикл и продолжила принимать участие в крупнейших международных стартах. Так, в 2009 году она стала шестой на Средиземноморских играх в Пескаре (66,52), получила серебро в Первой лиге командного чемпионата Европы в Бергене (66,95).
Завершила спортивную карьеру в 2012 году.
За выдающиеся спортивные достижения удостоена почётного звания «Мастер спорта Республики Беларусь международного класса».
Впоследствии работала преподавателем в Гродненском государственном медицинском университете.